# Groupe F des éliminatoires de la zone Afrique de la Coupe du monde de football 2026
Navigation
Groupe E Groupe G
Le groupe F de la zone Afrique des éliminatoires de la Coupe du monde de football 2026 est l'un des neuf groupes de la zone Afrique des éliminatoires de la Coupe du monde qui se déroulera en 2026 aux États-Unis, au Canada et au Mexique. Le groupe F des éliminatoires de la coupe du monde 2026 se compose de la Côte d'Ivoire, du Gabon, du Kenya, de la Gambie, du Burundi, et des Seychelles
Le vainqueur du groupe se qualifie directement pour la coupe du monde, et les quatre meilleurs deuxièmes des groupes se qualifient aux barrages continental.

## Tirage au sort
Le tirage au sort des groupes a eu lieu le 13 juillet 2023, à 17h30 heure française, dans la ville d'Abidjan en Côte d'Ivoire.

## Classement
| Rang | Équipe        | Pts | J | G | N | P | Bp | Bc | Diff |  | Résultats (▼ dom., ► ext.) |     |     |     |     |     |     |
| ---- | ------------- | --- | - | - | - | - | -- | -- | ---- |  | -------------------------- | --- | --- | --- | --- | --- | --- |
| 1    | Côte d'Ivoire | 16  | 6 | 5 | 1 | 0 | 14 | 0  | +14  |  | Côte d'Ivoire              |     | 1-0 | -   | -   | 1-0 | 9-0 |
| 2    | Gabon         | 15  | 6 | 5 | 0 | 1 | 12 | 6  | +6   |  | Gabon                      | -   |     | -   | 2-1 | 3-2 | 3-0 |
| 3    | Burundi       | 10  | 6 | 3 | 1 | 2 | 13 | 7  | +6   |  | Burundi                    | 0-1 | 1-2 |     | -   | 3-2 | 5-0 |
| 4    | Kenya         | 6   | 6 | 1 | 3 | 2 | 11 | 8  | +3   |  | Kenya                      | 0-0 | 1-2 | 1-1 |     | -   | -   |
| 5    | Gambie        | 4   | 6 | 1 | 1 | 4 | 12 | 13 | -1   |  | Gambie                     | 0-2 | -   | -   | 3-3 |     | 5-1 |
| 6    | Seychelles    | 0   | 6 | 0 | 0 | 6 | 2  | 30 | -28  |  | Seychelles                 | -   | -   | 1-3 | 0-5 | -   |     |

## Résultats
| 1re journée            | Gabon                                        | 2 - 1   | Kenya                               | Stade de Franceville, Franceville       |                                         |
| 16 novembre 2023 17h00 | Bouanga 60e · Kanga 88e                      | (0 - 1) | 40e Juma                            | Arbitrage : Mohamed Maarouf Eid Mansour | Arbitrage : Mohamed Maarouf Eid Mansour |
| 16 novembre 2023 17h00 | Allevinah 45+2e · Bouanga 76e · Loufilou 82e | Rapport | 45+2e A.Omar · 66e Juma · 82e Akumu | Arbitrage : Mohamed Maarouf Eid Mansour | Arbitrage : Mohamed Maarouf Eid Mansour |

| 16 novembre 2023 | Burundi                                          | 3 - 2   | Gambie                          | Benjamin Mkapa National Stadium, Dar es Salam |                                        |
| 14h00            | 31e Bigirimana · Nsabiyumva 35e · S.Abdallah 75e | (2 - 1) | 45+4e O.Colley · 90+8e E.Colley | Arbitrage : Djindo Louis Houngnandande        | Arbitrage : Djindo Louis Houngnandande |
| 14h00            | Mvuyekure 72e · Mussa 90+2e                      | Rapport | 37e E.Colley · 61e Barry        | Arbitrage : Djindo Louis Houngnandande        | Arbitrage : Djindo Louis Houngnandande |

| 17 novembre 2023 | Côte d'Ivoire | 9 - 0   | Seychelles               | Stade Alassane Ouattara, Abidjan |                            |
| 20h00            | Haller 20e · Sangaré 24e · Adingra 36e · Konaté 40e (pen.) 90+5e · S.Fofana 60e · H.Traorè 77e 90+4e · Krasso 84e (pen.) | (4 - 0) |                          | Arbitrage : Adalbert Diouf       | Arbitrage : Adalbert Diouf |
| 20h00            | | Rapport | 62e Nourice · 68e Panayi | Arbitrage : Adalbert Diouf       | Arbitrage : Adalbert Diouf |

| 2e journée                          | Burundi                             | 1 - 2   | Gabon                                                                     | Benjamin Mkapa National Stadium, Dar es Salam |                     |
| 19 novembre 2023 heure à déterminer | Bigirimana 87e                      | (0 - 1) | 35e Allevinah · 83e Bouanga                                               | Arbitrage : Issa Sy                           | Arbitrage : Issa Sy |
| 19 novembre 2023 heure à déterminer | Mukombozi 45+2e · Abdul Razak 45+3e | Rapport | 41e Obiang · 43e Ecuele Manga · 45+2e Loufilou · 85e Moucketou-Moussounda | Arbitrage : Issa Sy                           | Arbitrage : Issa Sy |

| 20 novembre 2023   | Gambie         | 0 - 2   | Côte d'Ivoire              | Benjamin Mkapa National Stadium, Dar es Salam |                         |
| heure à déterminer |                | (0 - 1) | 45e Kouakou · 85e S.Fofana | Arbitrage : Jalal Jayed                       | Arbitrage : Jalal Jayed |
| heure à déterminer | Badamosi 90+5e | Rapport | 38e Adingra · 78e Konaté   | Arbitrage : Jalal Jayed                       | Arbitrage : Jalal Jayed |

| 20 novembre 2023 | Seychelles                     | 0 - 5   | Kenya                                                | Stade Félix-Houphouët-Boigny, Abidjan |                                    |
| 20h00            |                                | (0 - 3) | 3e 6e Olunga · 45+3e Juma · 62e Onyango · 73e Omalla | Arbitrage : Younoussa Tawel Camara    | Arbitrage : Younoussa Tawel Camara |
| 20h00            | Monnaie 36e · Raheriniaina 87e | Rapport |                                                      | Arbitrage : Younoussa Tawel Camara    | Arbitrage : Younoussa Tawel Camara |

| 3e journée        | Gambie                                                                     | 5 - 1   | Seychelles                           | Stade municipal de Berkane, Berkane     |                                         |
| 8 juin 2024 18h00 | Badamosi 10e · Barrow 52e (pen.) · Minteh 55e · Badamosi 66e · Sidibeh 78e | (1 - 1) | 14e Henriette                        | Spectateurs : 700 Arbitrage : Ogabor J. | Spectateurs : 700 Arbitrage : Ogabor J. |
| 8 juin 2024 18h00 | Gaye 24e · Bobb 28e · Ceesay 68e · Manneh 84e                              |         | 48e Marie · 84e Mellie · 87e Joubert | Spectateurs : 700 Arbitrage : Ogabor J. | Spectateurs : 700 Arbitrage : Ogabor J. |

| 7 juin 2024 | Kenya     | 1 - 1   | Burundi                          | Bingu National Stadium, Lilongwe |                         |
| 15h00       | Abuya 72e | (0 - 0) | 85e Sudi                         | Arbitrage : Ouattara J.          | Arbitrage : Ouattara J. |
| 15h00       | Ouma 26e  |         | 58e Ntibazonkiza · 90+5e Eldhino | Arbitrage : Ouattara J.          | Arbitrage : Ouattara J. |

| 7 juin 2024 | Côte d'Ivoire | 1 - 0                       | Gabon | Amadou Gon Coulibaly Stadium, Korhogo                  |                                                        |
| 21h00       | Fofana 36e    | (1 - 0)                     |       | Spectateurs : 17 522 Arbitrage : Omar Abdulkadir Artan | Spectateurs : 17 522 Arbitrage : Omar Abdulkadir Artan |
| 21h00       |               | 57e Ekomié · 57e Aubameyang |       | Spectateurs : 17 522 Arbitrage : Omar Abdulkadir Artan | Spectateurs : 17 522 Arbitrage : Omar Abdulkadir Artan |

| 4e journée         | Gabon                                        | 3 - 2   | Gambie                 | Stade de Franceville, Franceville |                      |
| 11 juin 2024 21h00 | Allevinah 52e · Aubameyang 70e · Bouanga 72e | (0 - 1) | 33e Minteh · 79e Adams | Arbitrage : Selmi S.              | Arbitrage : Selmi S. |
| 11 juin 2024 21h00 | Lemina 85e · Aubameyang 87e                  |         | 87e Ceesay             | Arbitrage : Selmi S.              | Arbitrage : Selmi S. |

| 11 juin 2024 | Kenya | 0 - 0    | Côte d'Ivoire | Bingu National Stadium, Lilongwe         |                                          |
| 15h00        |       | (0 - 0)  |               | Spectateurs : 6 000 Arbitrage : Jayed J. | Spectateurs : 6 000 Arbitrage : Jayed J. |
| 15h00        |       | 61e Boga |               | Spectateurs : 6 000 Arbitrage : Jayed J. | Spectateurs : 6 000 Arbitrage : Jayed J. |

| 11 juin 2024 | Seychelles                    | 1 - 3   | Burundi                                    | Stade municipal de Berkane, Berkane |                          |
| 21h00        | Lorenzo Hoareau 78e           | (0 - 1) | 34e Sudi · 62e Kanakimana · 69e Kanakimana | Arbitrage : Moussa M. A.            | Arbitrage : Moussa M. A. |
| 21h00        | Mellie 45e · Raheriniaina 67e |         |                                            | Arbitrage : Moussa M. A.            | Arbitrage : Moussa M. A. |

| 5e journée         | Gabon                          | 3 - 0   | Seychelles | Stade de Franceville, Franceville |                          |
| 20 mars 2025 20h00 | Allevinah 4e · Bouanga 31e 64e | (2 - 0) |            | Arbitrage : Mehrez Malki          | Arbitrage : Mehrez Malki |
| 20 mars 2025 20h00 | Rapport                        |         |            | Arbitrage : Mehrez Malki          | Arbitrage : Mehrez Malki |

| 20 mars 2025 | Gambie                      | 3 - 3   | Kenya                                          | Stade Alassane Ouattara, Abidjan |                                |
| 20h00        | Barrow 56e 85e · Minteh 62e | (0 - 0) | 70e (pen.) Olunga · 76e Bajaber · 90+7e Wilson | Arbitrage : Abdou Abdel Mefire   | Arbitrage : Abdou Abdel Mefire |
| 20h00        | Rapport                     |         |                                                | Arbitrage : Abdou Abdel Mefire   | Arbitrage : Abdou Abdel Mefire |

| 21 mars 2025 | Burundi | 0 - 1   | Côte d'Ivoire | Stade d'honneur de Meknès, Meknès |                           |
| 20h00        |         | (0 - 1) | 17e Guessand  | Arbitrage : Samir Guezzaz         | Arbitrage : Samir Guezzaz |
| 20h00        | Rapport |         |               | Arbitrage : Samir Guezzaz         | Arbitrage : Samir Guezzaz |

| 6e journée         | Kenya      | 1 - 2   | Gabon                     | Nyayo National Stadium, Nairobi |                           |
| 23 mars 2025 14h00 | Olunga 63e | (0 - 1) | 17e 53e (pen.) Aubameyang | Arbitrage : Ibrahim Mutaz       | Arbitrage : Ibrahim Mutaz |
| 23 mars 2025 14h00 | Rapport    |         |                           | Arbitrage : Ibrahim Mutaz       | Arbitrage : Ibrahim Mutaz |

| 24 mars 2025 | Côte d'Ivoire | 1 - 0   | Gambie | Stade Félix-Houphouët-Boigny, Abidjan                    |                                                          |
| 20h00        | Haller 15e    | (1 - 0) |        | Spectateurs : 19 471 Arbitrage : Ring Nyier Akech MALONG | Spectateurs : 19 471 Arbitrage : Ring Nyier Akech MALONG |
| 20h00        | Rapport       |         |        | Spectateurs : 19 471 Arbitrage : Ring Nyier Akech MALONG | Spectateurs : 19 471 Arbitrage : Ring Nyier Akech MALONG |

| 25 mars 2025 | Burundi                                                                  | 5 - 0   | Seychelles | Stade d'honneur de Meknès, Meknès |                           |
| 20h00        | Nduwarugira 22e · Bimenyimana 24e 31e · Kanakimana 50e · Girumugisha 56e | (3 - 0) |            | Arbitrage : Youcef Gamouh         | Arbitrage : Youcef Gamouh |
| 20h00        | Rapport                                                                  |         |            | Arbitrage : Youcef Gamouh         | Arbitrage : Youcef Gamouh |

| 7e journée                            | Kenya | - | Gambie | stade à déterminer |             |
| 1er septembre 2025 heure à déterminer |       |   |        | Arbitrage :        | Arbitrage : |

| 1er septembre 2025 | Seychelles | - | Gabon | stade à déterminer |             |
| heure à déterminer |            |   |       | Arbitrage :        | Arbitrage : |

| 1er septembre 2025 | Côte d'Ivoire | - | Burundi | stade à déterminer |             |
| heure à déterminer |               |   |         | Arbitrage :        | Arbitrage : |

| 8e journée                          | Gabon | - | Côte d'Ivoire | stade à déterminer |             |
| 8 septembre 2025 heure à déterminer |       |   |               | Arbitrage :        | Arbitrage : |

| 8 septembre 2025   | Kenya | - | Seychelles | stade à déterminer |             |
| heure à déterminer |       |   |            | Arbitrage :        | Arbitrage : |

| 8 septembre 2025   | Gambie | - | Burundi | stade à déterminer |             |
| heure à déterminer |        |   |         | Arbitrage :        | Arbitrage : |

| 9e journée                        | Seychelles | - | Côte d'Ivoire | stade à déterminer |             |
| 6 octobre 2025 heure à déterminer |            |   |               | Arbitrage :        | Arbitrage : |

| 6 octobre 2025     | Gambie | - | Gabon | stade à déterminer |             |
| heure à déterminer |        |   |       | Arbitrage :        | Arbitrage : |

| 6 octobre 2025     | Burundi | - | Kenya | stade à déterminer |             |
| heure à déterminer |         |   |       | Arbitrage :        | Arbitrage : |

| 10e journée                        | Gabon | - | Burundi | stade à déterminer |             |
| 13 octobre 2025 heure à déterminer |       |   |         | Arbitrage :        | Arbitrage : |

| 13 octobre 2025    | Seychelles | - | Gambie | stade à déterminer |             |
| heure à déterminer |            |   |        | Arbitrage :        | Arbitrage : |

| 13 octobre 2025    | Côte d'Ivoire | - | Kenya | stade à déterminer |             |
| heure à déterminer |               |   |       | Arbitrage :        | Arbitrage : |

## Statistiques

### Discipline
| Joueurs | Cartons | Suspensions |
| ------- | ------- | ----------- |
|         |         |             |